# Bujan (Mythologie)

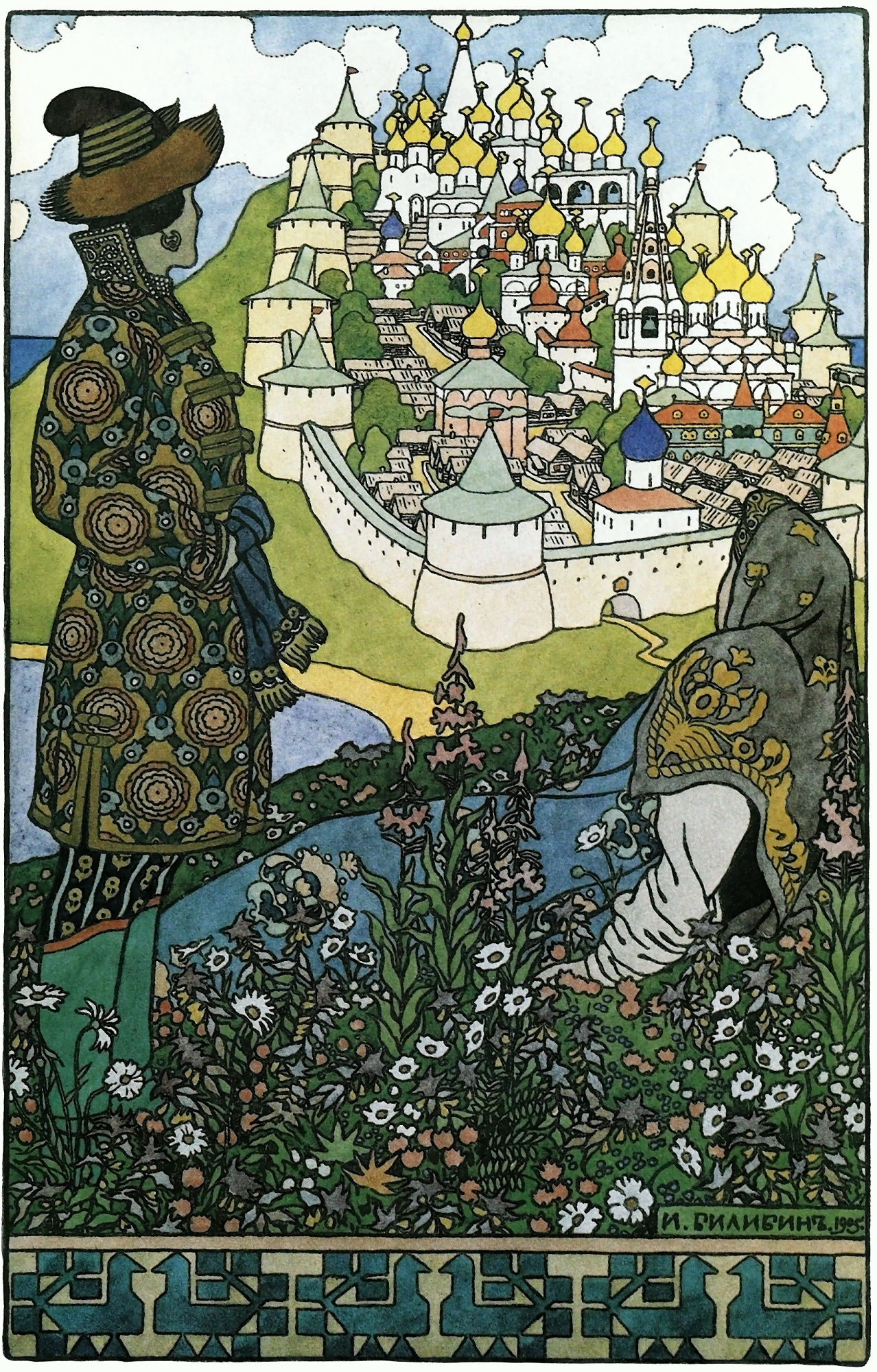
Insel Bujan von Iwan Bilibin.

In der slawischen Mythologie ist Bujan (Буя́н) eine geheimnisvolle Insel im Ozean, die nach Belieben erscheint und verschwindet. Sie wird von drei Brüdern – Nordwind, Westwind und Ostwind – bewohnt. Seltsame Dinge geschehen auf dieser Insel. Koschtschei der Todeslose bewahrt hier seine Seele in einer Nadel auf.
Bujan wird teilweise als proto-indoeuropäische Anderswelt und teilweise als der slawische Name einer tatsächlichen Insel, vermutlich Rügen, interpretiert.